# Thomas Townshend, 1. Viscount Sydney

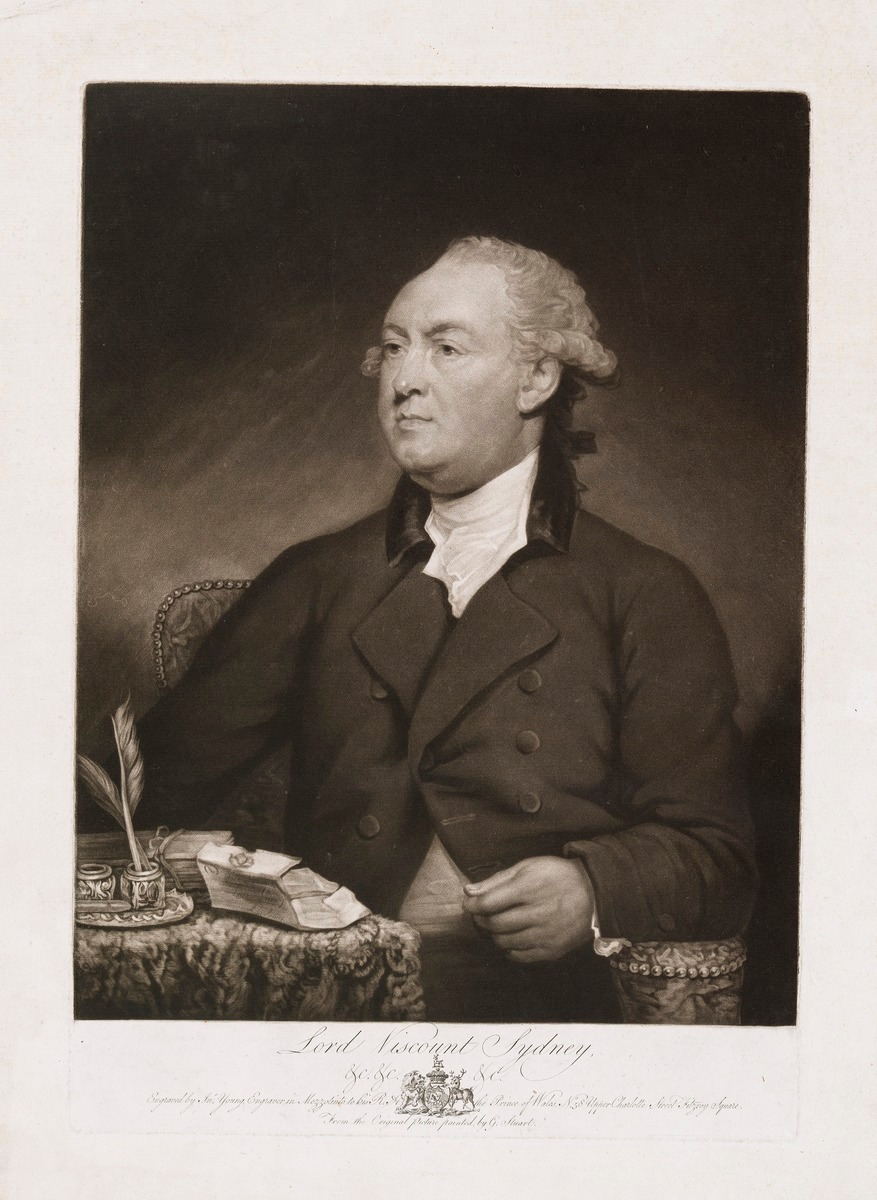
Thomas Townshend, 1. Viscount Sydney

Thomas Townshend, 1. Viscount Sydney (* 24. Februar 1733 in Frognal House, nahe Chislehurst in Kent; † 30. Juni 1800 ebenda) war ein britischer Innenminister. Nach ihm wurden die australische Stadt Sydney und die kanadische Stadt Sydney (Nova Scotia) benannt.

## Leben
Townshend war der Sohn von Thomas Townshend, dem zweiten Sohn des ehemaligen britischen Außenministers Charles Townshend, 2. Viscount Townshend. Er ging auf das Clare College in Cambridge und war ab 1754 als Whig-Abgeordneter im Unterhaus, wo er bis 1783 blieb. Er schloss sich der Fraktion von William Pitt dem Älteren an. 1765 wurde er Lord of the Treasury und 1767 unter der Regierung Pitt Zahlmeister der Flotte (und gleichzeitig Mitglied des Privy Council), was er bis 1768 blieb. Er war im Unterhaus ein Gegner des Krieges in Amerika und im Übrigen keiner Fraktion angehörig, aber den Anhängern Pitts zugeneigt. 1782 wurde er Secretary of War (Kriegsminister) in der Regierung von Rockingham. Im Juli desselben Jahres wurde er Führer des Unterhauses unter dem Ministerium von Shelburne und gleichzeitig Home Secretary (Innenminister) und Colonial Secretary, was er bis 1783 blieb. Im März 1783 wurde er als Baron Sydney, of Chiselhurst in the County of Kent zum Peer erhoben, womit ein erblicher Sitz im Oberhaus verbunden war. Den Titel hatte er gewählt, um seine Abstammung von Robert Sidney, 1. Earl of Leicester zu zeigen. Vom Dezember 1783 bis Juni 1789 war er wieder Home Secretary in der Regierung von William Pitt dem Jüngeren und Führer des Oberhauses (Leader of the House of Lords). 1789 wurde er Viscount Sydney of Chislehurst in the County of Kent. 1784 bis 1786 war er Präsident des Committee on Trade and Foreign Plantations.
Er war einer der Hauptverantwortlichen für die Gründung der Strafkolonie Sydney, in die nach dem Verlust der amerikanischen Kolonien Strafgefangene und allgemein Unerwünschte abgeschoben werden sollten. Als ersten Gouverneur wählte er Arthur Phillip, der die Siedlung nach seinem Gönner benannte (26. Januar 1788). Ebenfalls nach ihm benannt ist Sydney in Kanada, diesmal durch Colonel Joseph Frederick Wallet DesBarres 1785. Sydney hatte als damaliger Innenminister DesBarres zum Gouverneur ernannt.
1784 bis 1790 war er Präsident des Board of Control der British East India Company.

## Familie und Nachkommen
Am 19. Mai 1760 heiratete er Elizabeth Powys (1736–1826), die später Hofdame bei Königin Charlotte wurde. Das Ehepaar hatte sieben Kinder:
1. Georgiana Townshend (1761–1835)
2. Mary Elizabeth Townshend (1762–1821) ⚭ John Pitt, 2. Earl of Chatham
3. John Thomas Townshend, 2. Viscount Sidney (1764–1831)
4. Frances Townshend (1772–1854) ⚭ George Rice-Trevor, 4. Baron Dynevor
5. Harriet Katherine Townshend (1773–1814) ⚭ Charles Montagu-Scott, 4. Duke of Buccleuch
6. William Augustus Townshend (1776–1816)
7. Horatio George Powys Townshend (1780–1843)

Seine Titel erbte sein Sohn John Townshend als 2. Viscount Sidney.